# مورگانتاون، شهرستان آدامز، میسیسیپی
مورگانتاون (به انگلیسی: Morgantown) یک منطقهٔ مسکونی در ایالات متحده آمریکا است که در شهرستان آدامز، میسیسیپی واقع شده‌است. مورگانتاون ۲٫۱ کیلومتر مربع مساحت و ۱٬۴۱۲ نفر جمعیت دارد و ۶۰٫۹۶ متر بالاتر از سطح دریا واقع شده‌است.